# Just Holm
Just Jean Christian Holm (8. maj 1815 i Randers – 20. marts 1907 på Frederiksberg) var en dansk portrætmaler.
Just Holm var søn af regimentskirurg Just Christian Holm og Jeannette Margrethe Strambou, født Suenson. Han besøgte den lærde skole i Randers, men opgav studeringerne for at blive maler, særlig portrætmaler, et fag, han viste anlæg for. Han kom derfor til København og fik adgang til Kunstakademiet, hvor han 1835 avancerede til modelskolen og 1838 vandt den lille sølvmedalje. I tiden 1840-43 var han for egen regning udenlands og opholdt sig navnlig i München og Paris. Han begyndte at udstille i 1837 og var i en lang årrække en søgt portrætmaler; navnlig yndedes hans portrætter i halv naturlig størrelse. Blandt hans arbejder kan fremhæves, foruden en del børneportrætter, et billede, Gruppeportræt af 11 læger fra 1848, Frederiksborg Museum. Ved siden heraf malede han, navnlig efter rejsen i udlandet, nogle enkelte genrebilleder. Han udstillede sidste gang i 1884. Han var tegnelærer ved de forenede kirkeskoler 1864-82. Holm forblev ugift.
Just Holm indtog en ledende stilling inden for Den Danske Frimurerorden og har portrætteret flere andre frimurere.
Han er begravet på Solbjerg Parkkirkegård.